# Societat filomàtica de París
La Societat filomàtica de París (Société philomathique de Paris) és una societat científica i filosòfica pluridisciplinar creada el 10 de desembre de 1788 per iniciativa de l'agrònom Augustin-François Silvestre i del mineralogista Alexandre Brongniart.

## Història de l'entitat
Composta d'un nombre limitat de membres elegits, pren per lema « Estudi i amistat ». Constitueix una mena d'avantsala abans d'accedir a l'Acadèmia de les ciències i s'encarrega de la promoció dels treballs dels seus membres, sobretot a través de la publicació del seu Butlletí mensual.
La clausura de l'Acadèmia de les ciències per la Convenció i el decret del 8 d'agost de 1793 faran de la Société philomathique de Paris la sola posseïdora de publicacions científiques de l'època fins a la reobertura de les acadèmies, sota el nom d'Institut, el 3 brumari any IV (novembre 1795), i la recuperació de les seves publicacions. Els philomathes són, el 1797, uns setanta: l'associació queda aleshores constreta a no elegir els seus membres més que per via de reemplaçament i de limitar aquest nombre a cinquanta.
Entre els philomathes més cèlebres es poden citar Antoine Lavoisier, Jean-Baptiste de Lamarck, Gaspard Monge, Pierre-Simon de Laplace, Georges Cuvier, Joseph-Louis Gay-Lussac, André-Marie Ampère, Augustin Louis Cauchy, Augustin Fresnel, Jean Baptiste Boussingault, Claude Bernard, Marcellin Berthelot, Jean-Baptiste Biot, Henri Dutrochet (corresponent), Louis Pasteur, Siméon Denis Poisson, Henri Becquerel, i més tard: Broglie, Joliot, Théodore Monod…
Havent quedat en repòs després de la Segona Guerra Mundial, la societat filomàtica va revisar els seus estatuts l'any 1971.

## Altres societats filomàtiques
El 1833 es fundà la Société Philomathique de Perpignan.
A finals de 1839 fou fundada la Sociedad Filomática de Barcelona.